# Lazarev Seamount
Koordinaten: 60° 9′ S, 36° 49′ W
Der Lazarev Seamount ist ein Tiefseeberg im zum Südlichen Ozean gehörenden Teil der Scotiasee in der Antarktis. Er liegt auf etwa auf halber Strecke zwischen dem Archipel der Südlichen Orkneyinseln im Westen und der Morrell-Insel im Archipel der Südlichen Sandwichinseln im Osten.
Namensgeber dieser Formation ist der russische Admiral Michail Petrowitsch Lasarew (1788–1851).